# جاگ

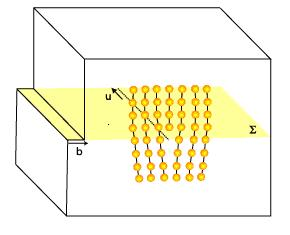
نمایش شماتیک از یک نابه‌جایی لبه‌ای در یک شبکه کریستالی. صفحه زرد صفحه لغزش، بردار u بردار نابه‌جایی و b بردار برگرز می‌باشد. زمانیکه نابه‌جایی از سمت راست کریستال یه سمت چپ حرکت کند، نیمه پایینی کریستال نسبت به نیمه بالایی یک بردار برگرز به سمت چپ جابه‌جا می‌شود.

جاگ یک پله یا شکستگی روی خط نابه‌جایی در ساختار کریستالی است. خطوط نابه‌جایی به ندرت صاف می‌باشند بلکه غالباً شامل تعداد زیادی انحنا و پله هستند. در هنگام تغییر شکل پلاستیک نابه‌جایی به وسیلهٔ لغزش بر روی یک صفحه مشخص (صفحه لغزش) با نابه‌جایی‌های دیگری که صفحه لغزش را قطع کرده‌اند (جنگل نابه‌جایی) برخورد می‌کند و این برخوردها باعث بوحود آمدن شکستگی و پله روی نابه‌جایی می‌شود. یکی از انواع این پله‌ها جاگ (jog) می‌باشد و نوع دیگر کینک (kink). اما معمولاً به هر دوی آن‌ها جاگ گفته می‌شود که ممکن است گیج‌کننده باشد. 
زمانیکه دو نابه‌جایی بایک‌دیگر برخورد می‌کنند برروی هر یک جاگی به اندازه و در جهت بردار برگرز دیگری ایجاد می‌شود.
بخشی از خط نابه‌جایی که بردار نابه‌جایی در آن خارج از صفحه لغزش باشد را جاگ و بخشی از آن که داخل صفحه لغزش باشد را کینک می‌گویند. برای آشنایی با صفحه لغزش و بردار نابه‌جایی به تصویر نگاه کنید.
جاگ‌ها برحسب زاویه‌ای که با بردار برگرز نابه‌جایی می‌سازند می‌توانند ماهیت لبه‌ای (edge character) یا پیچی (screw character) داشته باشند. از آنجایی که نابه‌جایی با ماهیت لبه‌ای تنها می‌تواند در صفحه لغزش خاصی (صفحه‌ای که شامل خط نابه‌جایی و بردار برگرز است) لغزش کند، جاگ‌ها بر روی حرکت این نوع نابه‌جایی تأثیری ندارد اما نابه‌جایی پیچی جاگ دار قادر به تغییر صفحه لغزش (لغزش تقاطعی) نیست و تنها زمانی می‌تواند لغزش کند که صعود انجام دهد در نتیجه جاگ‌ها اغلب بسیار بی‌حرکت‌تر از کینک‌ها هستند. نابه‌جایی‌ها برای صعود نیازمند نفوذ اتم بین‌نشین (صعود منفی) یا جای‌خالی (صعود مثبت) هستند پس برای لغزش نیازمند تنش بالا و/یا دمای بالای می‌باشند. در چنین شرایطی حرکت جاگ با به‌جا گذاشتن جای‌خالی یا اتم بین‌نشین با توجه به نوع و جهت نابه‌جایی همراه است. جاگی که در جهتی حرکت می‌کند که جای‌خالی به‌جا می‌گذارد جاگِ جای‌خالی (vacancy jog) و جاگی که به گونه‌ای حرکت می‌کند که اتم بین‌نشین به‌جا می‌گذارد جاگِ اتم بین‌نشین (interstitial jog) می‌گویند.